# Monostatos
Monostatos est un personnage de l'opéra La Flûte enchantée de Wolfgang Amadeus Mozart, composé sur un livret d'Emanuel Schikaneder.

## Personnage
Monostatos est un personnage masculin de La Flûte enchantée de Mozart dont le rôle est écrit pour une voix de ténor bouffe,.
D'après le livret, il est Maure. Il est le serviteur de Sarastro,.
Chargé de surveiller Pamina, il la poursuit de ses assiduités libidineuses. Il la rattrape à l'acte I en compagnie de Papageno, puis la menace d'un poignard à l'acte II. Pamina est sauvée de justesse par Sarastro, qui répudie Monostatos en lui assénant que son âme est aussi noire que son visage.
En réalité, il est plus malheureux que cruel mais termine sa carrière « chez les méchants, avant d'être englouti, flanqué de la Reine de la nuit et consorts, dans les ténèbres ».
Pour certains critiques considérant La Flûte enchantée comme une œuvre à clefs, Monostatos serait une représentation caricaturale de Salieri, rival de Mozart, ou encore du prince-électeur Charles-Théodore, ennemi des francs-maçons.

## Rôle
Parmi les meilleurs instants du rôle, figure à l'acte I une amusante scène au cours de laquelle Monostatos et Papageno s'effraient l'un l'autre.
Il intervient aussi dans un trio, en compagnie de Papageno et Pamina, « Du feines Taübchen, nur herein ».
Il est acteur d'une danse grotesque en compagnie de ses sbires, « instant drôlissime de la partition », sur la musique de Papageno et de son glockenspiel, devant Pamina endormie, à laquelle il essaie de voler un baiser.
Enfin, son seul air de l'opéra est, au deuxième acte, « Alles fühlt der Liebe Freuden », musicalement proche de caractère d'une turquerie,.

## Interprètes
Le rôle a été créé en 1791 par Johann Joseph Nouseul.